# Los Planes, Coacoatzintla
Los Planes är en ort i Mexiko.   Den ligger i kommunen Coacoatzintla och delstaten Veracruz, i den sydöstra delen av landet, 230 km öster om huvudstaden Mexico City. Los Planes ligger 1 472 meter över havet och antalet invånare är 619.
Terrängen runt Los Planes är bergig. Runt Los Planes är det tätbefolkat, med 511 invånare per kvadratkilometer. Närmaste större samhälle är Xalapa, 14,7 km söder om Los Planes. Omgivningarna runt Los Planes är en mosaik av jordbruksmark och naturlig växtlighet.